# Elisa Toffoli
|  | Per a altres significats, vegeu «Elisa». |

Elisa Toffoli   (Trieste, 19 de desembre de 1977) més coneguda amb el nom artistic d'Elisa, és una cantautora, compositora i productora musical italiana. S'inspira en molts gèneres com el pop, el rock alternatiu, l'electrònica
El seu repertori musical està compost de diversos gèneres musicals, constituït especialment de rock, blues, soul i ambient. Es caracteritza pel seu falset, que abasta tonalitats notablement altes i pel fet de ser la principal cantautora italiana a escriure a l'anglès, probablement juntament, i encara que les comparacions són odioses, amb Laura Pausini.

## Biografia

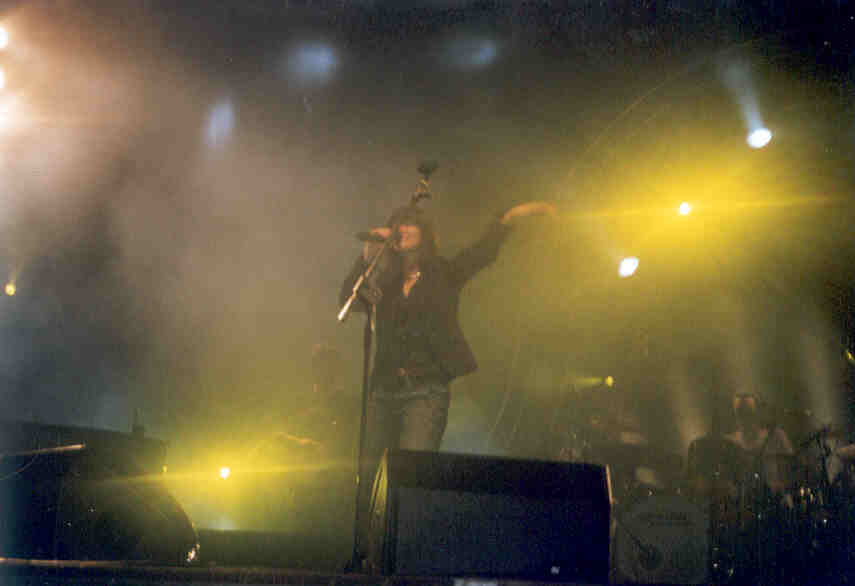
Elisa en concert

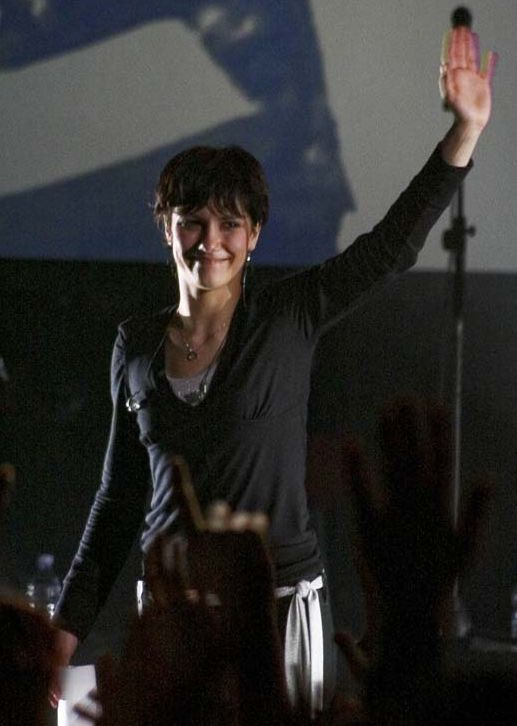
Elisa.

Elisa Toffoli va nàixer el 19 de desembre de 1977 a Trieste, Itàlia. Va créixer a Monfalcone (Gorizia), un poble xicotet al nord-est d'Itàlia, a la frontera amb Àustria i Eslovènia.

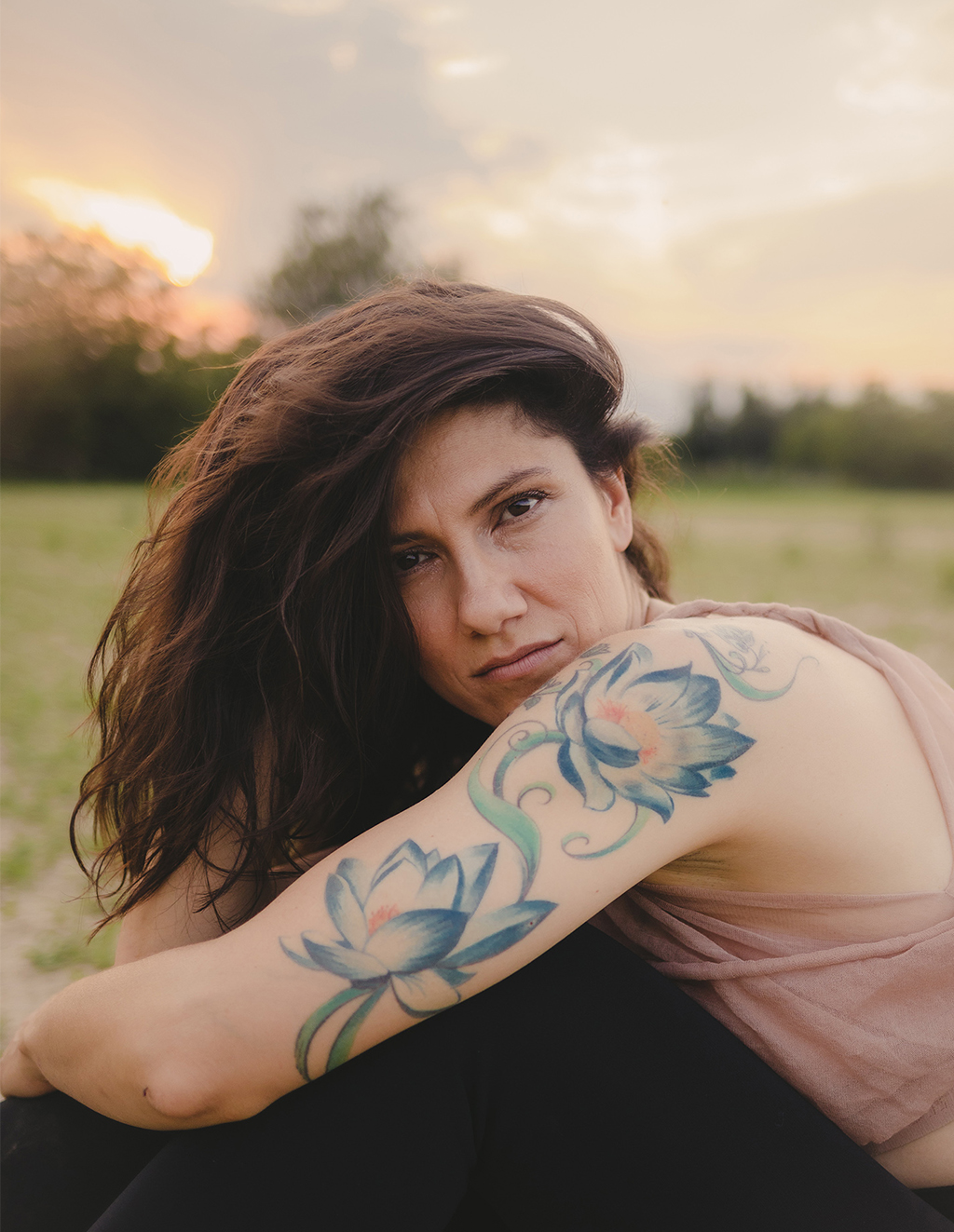

Des de molt menuda, va mostrar una gran sensibilitat a les arts: ballava, pintava, actuava, i redactava contes. El seu amor per l'art va créixer més quan es trobà a si mateixa viatjant mitjançant els poemes de l'escriptor britànic Rudyard Kipling, així com les cançons de Jim Morrison. Així i tot, l'evolució natural del seu talent es revela principalment en la música. Quan tenia només onze anys, començà a escriure les primeres lletres i melodies. Uns anys més tard, l'actitud per la música explotà, i Elisa va començar a interpretar amb diverses bandes locals. Va ser un camí sense marxa enrere cap a la seua futura professió.

## Discografia

### Àlbums
| Any  | Album                                          | Album Chart a Italia | Vendes  |
| ---- | ---------------------------------------------- | -------------------- | ------- |
| 1997 | Pipes & Flowers                                | 9                    | 350,000 |
| 2000 | Asile's World                                  | 5                    | 220,000 |
| 2001 | Then Comes the Sun                             | 10                   | 230,000 |
| 2002 | Elisa (álbum internacional)                    | /                    | /       |
| 2003 | Lotus                                          | 2                    | 280,000 |
| 2004 | Pearl Days                                     | 2                    | 160,000 |
| 2006 | Soundtrack '96-'06 (compilació)                | 1                    | 700,000 |
| 2007 | Caterpillar (compilació, versio internacional) | 34                   | -       |
| 2007 | Soundtrack live '96-'06 - cd + dvd             | 11                   | 70,000  |
| 2008 | Dancing (U.S & Canada)                         |                      |         |
| 2009 | Heart                                          |                      |         |
| 2010 | Ivy                                            |                      |         |
| 2013 | L'anima vola                                   |                      |         |
| 2016 | On                                             |                      |         |
| 2018 | Diari aperti                                   |                      |         |

### Senzills
| Any  | Sencill                                          | Italian chart          | European chart | Album                                      |
| ---- | ------------------------------------------------ | ---------------------- | -------------- | ------------------------------------------ |
| 1997 | Sleeping in Your Hand                            | 5                      |                | Pipes & flowers                            |
| 1997 | Labyrinth                                        | 1                      | 79             | Pipes & flowers                            |
| 1997 | A Feast for Me                                   | 11                     |                | Pipes & flowers                            |
| 1998 | Mr. Want                                         | 21                     |                | Pipes & flowers                            |
| 1998 | So Delicate So Pure (publicat als Països Baixos) | 24 (als Països Baixos) |                | Pipes & flowers                            |
| 1998 | Cure Me                                          | 24                     |                | Pipes & flowers                            |
| 2000 | Gift                                             | 7                      | 80             | Asile's world                              |
| 2000 | Happiness Is Home                                | 19                     |                | Asile's world                              |
| 2000 | Asile's World (Bedroom Rockers remix)            | 25                     |                | Asile's world                              |
| 2001 | Luce (tramonti a nord-est)                       | 1                      | 18             | Asile's world                              |
| 2001 | Heaven out of Hell                               | 1                      |                | Then comes the sun                         |
| 2002 | Rainbow (Bedroom Rockers remix)                  | 5                      | 38             | Then comes the sun                         |
| 2002 | Time (Planet Funk Remix)                         | 42                     |                | Then comes the sun                         |
| 2002 | Fever (publicat a Alemanya)                      | 46 (a Alemanya)        |                | Then comes the sun                         |
| 2002 | Dancing                                          | 7                      |                | Then comes the sun                         |
| 2002 | Come Speak To Me                                 | /                      | 18             | Elisa                                      |
| 2002 | Háblame (publicat a Espanya)                     | /                      |                | Elisa                                      |
| 2002 | Heaven                                           | /                      | 21             | Elisa                                      |
| 2003 | Almeno Tu Nell'Universo                          | 1                      | 22             | Lotus                                      |
| 2003 | Broken                                           | 1                      | 25             | Lotus                                      |
| 2004 | Electricity                                      | 33                     |                | Lotus                                      |
| 2004 | Together                                         | 7                      | 76             | Pearl days                                 |
| 2004 | The Waves                                        | 9                      |                | Pearl days                                 |
| 2005 | Una Poesía Anche Per Te                          | 1                      | 22             | Pearl days                                 |
| 2005 | Swan                                             | 3                      | 27             |                                            |
| 2006 | Teach Me Again (amb Tina Turner)                 | 1                      | 20             |                                            |
| 2006 | Gli Ostacoli del Cuore (amb Luciano Ligabue)     | 1                      | 26             | Soundtrack '96-'06                         |
| 2007 | Eppure Sentire (Un Senso di Te)                  | 2                      | 43             | Soundtrack'96-'06                          |
| 2007 | Stay                                             | 4                      | 48             | Soundtrack '96-'06/Caterpillar             |
| 2007 | Qualcosa Che Non C'è                             | 17                     |                | Soundtrack '96-'06/Soundtrack live '96-'06 |
| 2007 | Rainbow                                          |                        |                | Dancing                                    |